# Semnopithecus entellus
Semnopithecus entellus là một loài động vật có vú trong họ Cercopithecidae, bộ Linh trưởng. Loài này được Dufresne mô tả năm 1797.

## Hình ảnh

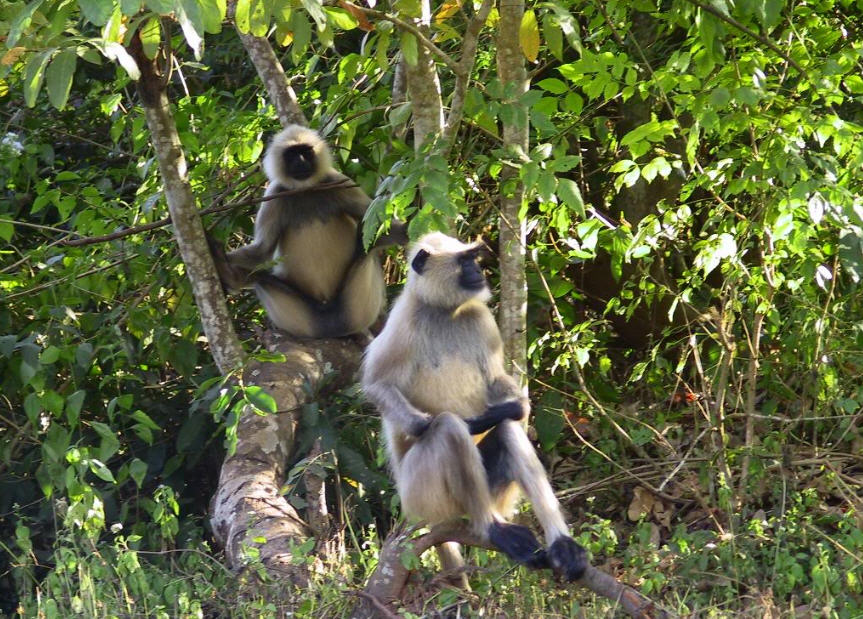
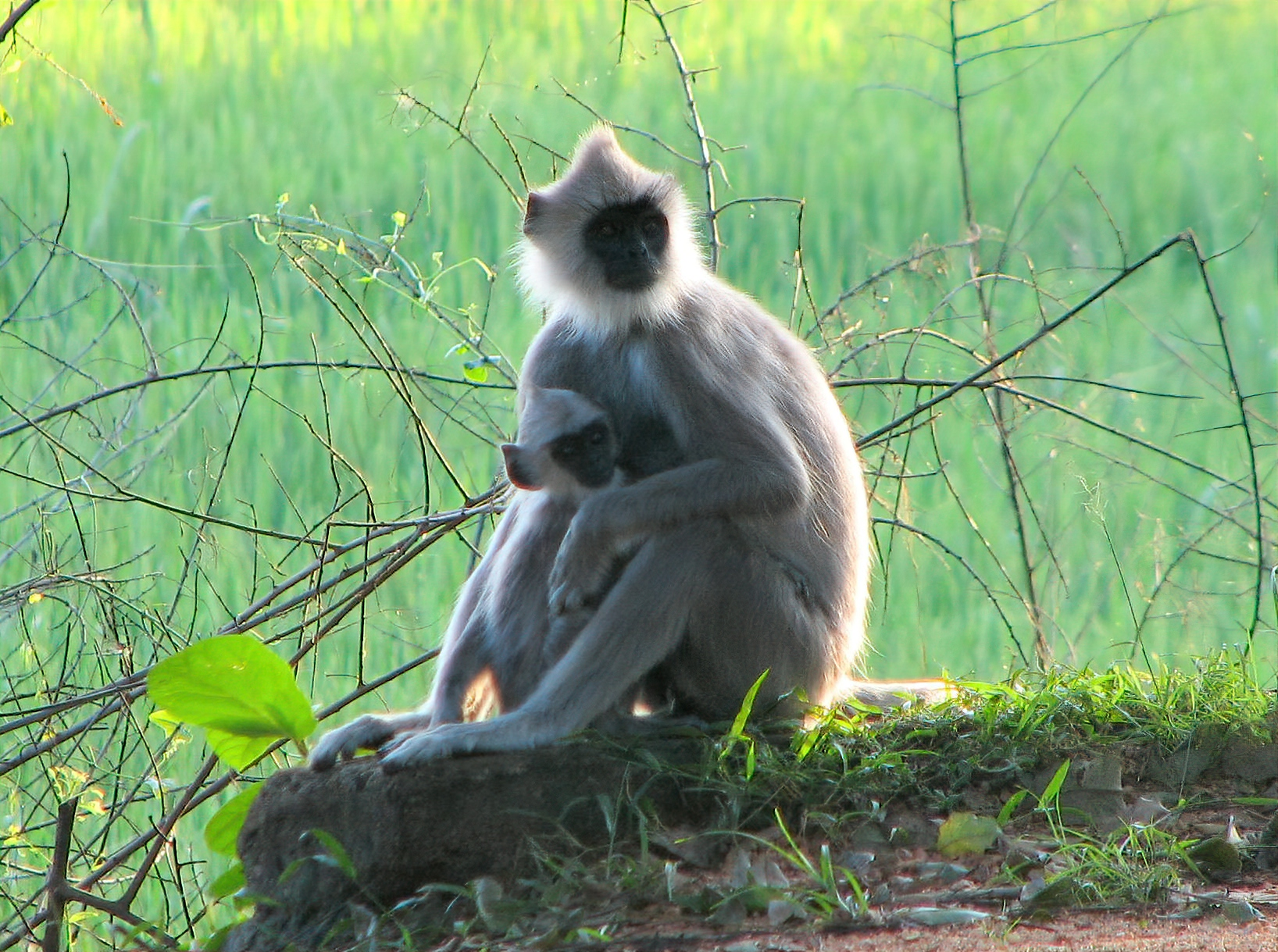
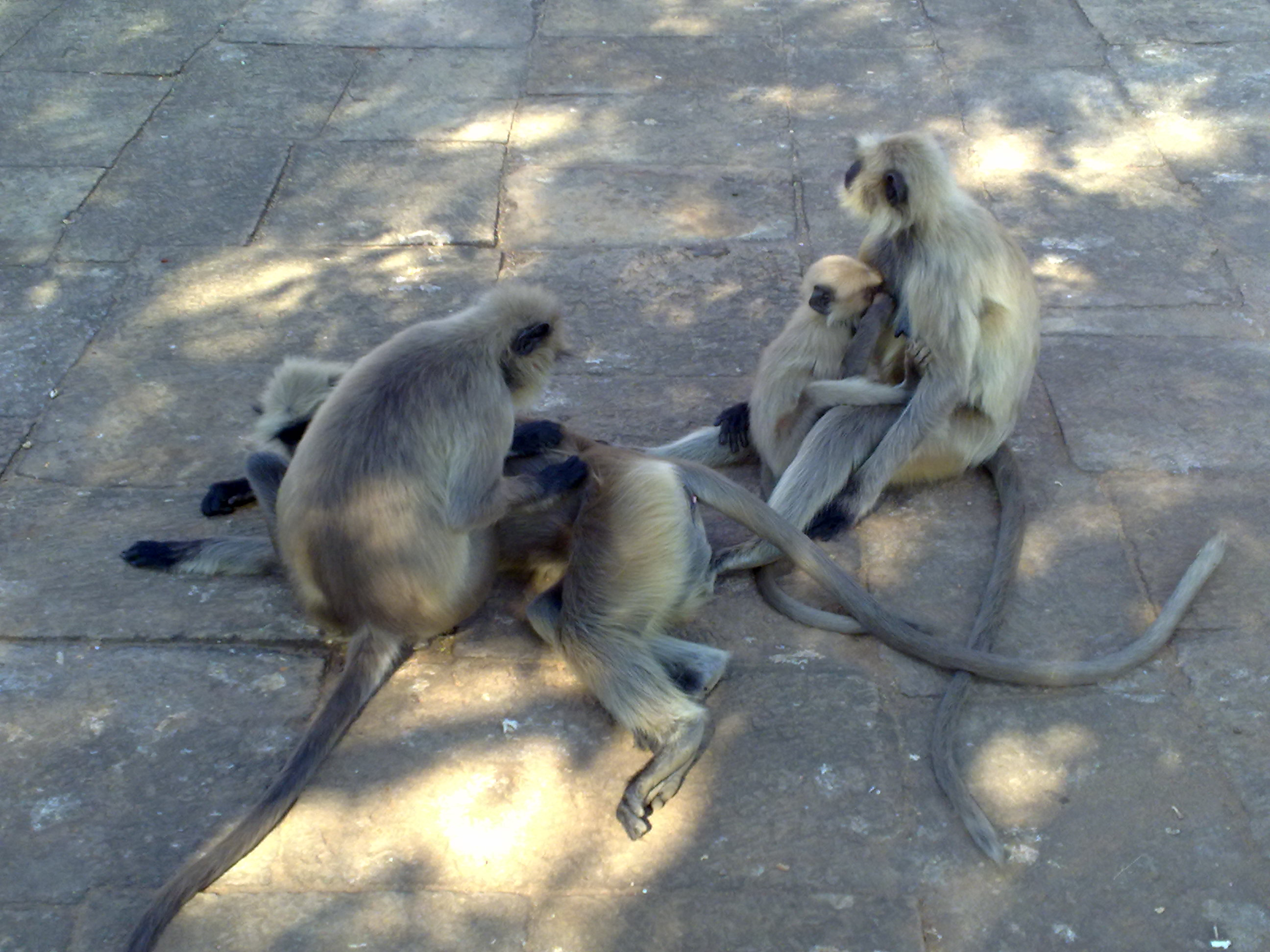
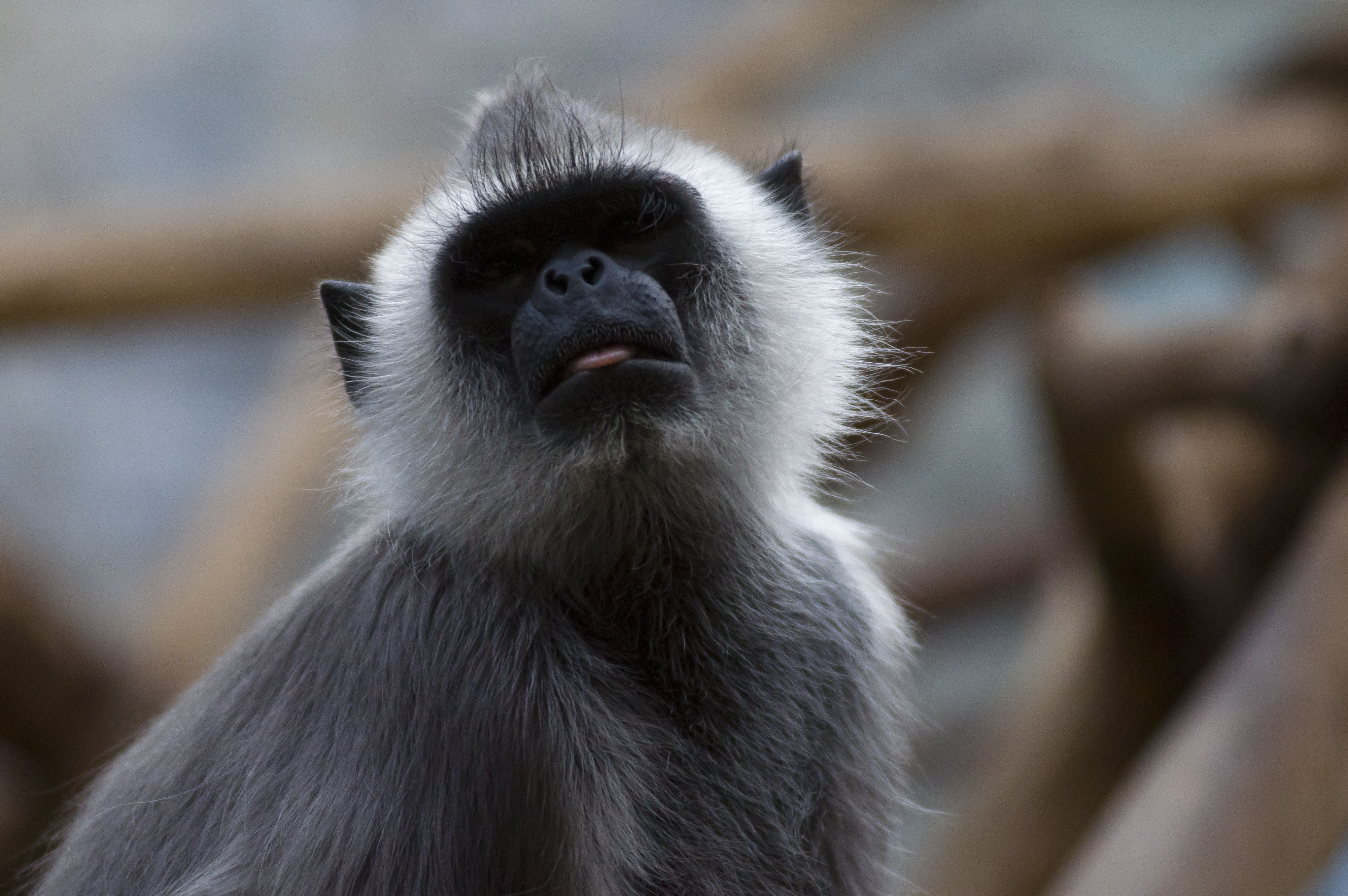